# Yukio Hashi
Yukio Hashi (橋幸夫, Hashi Yukio), né le 3 mai 1943 à Tokyo, est un acteur et chanteur de enka japonais.

## Filmographie partielle

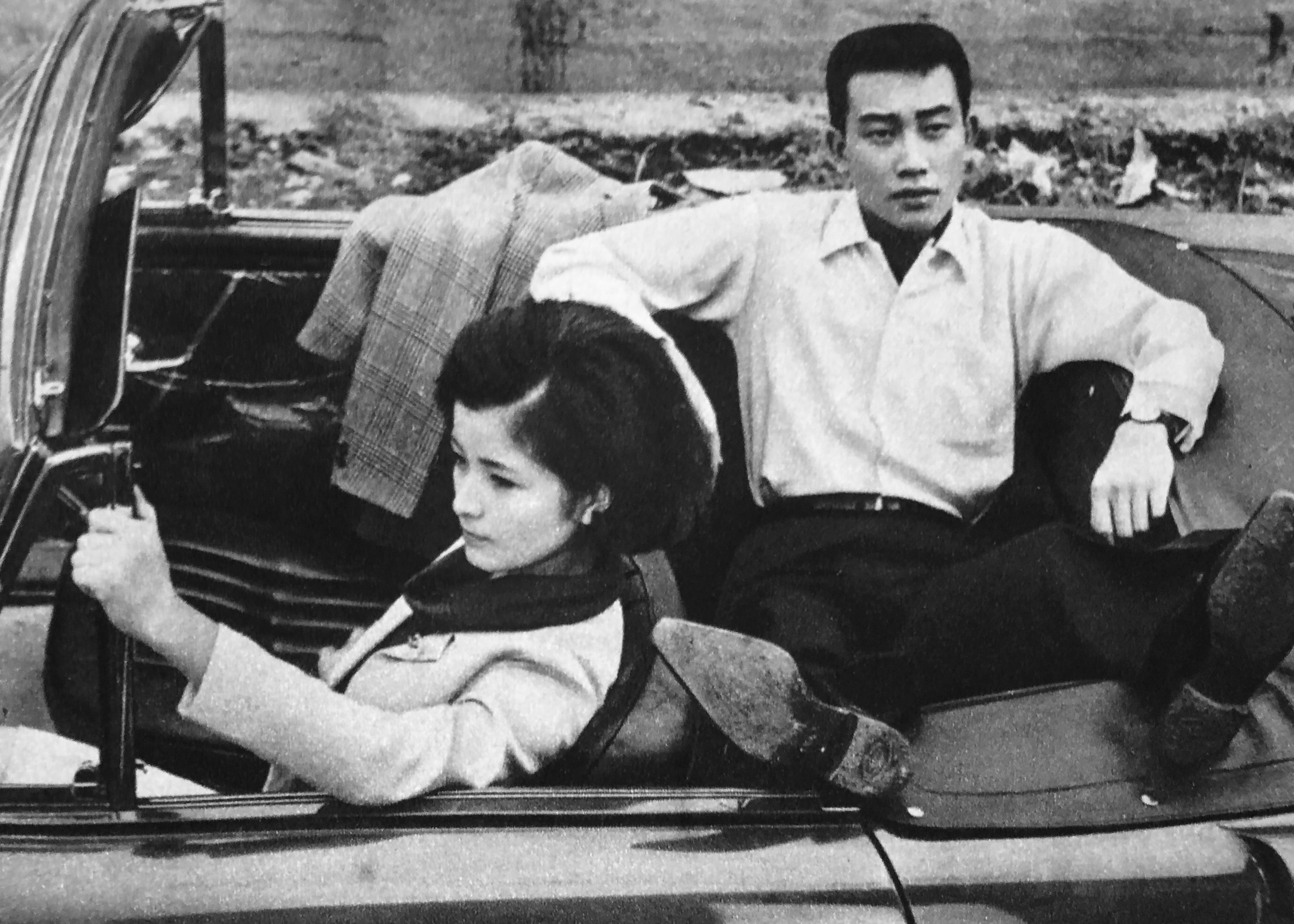
Chieko Baishō et Yukio Hashi dans Namida ni sayonara o (1965).

- 1961 : Okesa utaeba (おけさ唄えば?) de Kazuo Mori
- 1961 : Kenka Fuji (喧嘩富士?) de Kunio Watanabe
- 1961 : Kutsukate Tokijirō (沓掛時次郎?) de Kazuo Ikehiro
- 1961 : Isobushi Genta (磯しぶき源太?) de Kimiyoshi Yasuda
- 1961 : Suttobi jingi (すっとび仁義?) de Kimiyoshi Yasuda
- 1961 : Asu o yobu minato (明日を呼ぶ港?) de Kōji Shima
- 1961 : Hana no kyōdai (花の兄弟?) de Kazuo Ikehiro
- 1962 : Eriko (江梨子?) de Keigo Kimura
- 1962 : Ashita au hito (あした逢う人?) de Yoshio Inoue
- 1965 : Namida ni sayonara o (涙にさよならを?) de Yōichi Maeda (ja)
- 1965 : Akai taka (赤い鷹?) d'Umetsugu Inoue
- 1966 : Koi to namida no taiyō (恋と涙の太陽?) d'Umetsugu Inoue